# Jennifer Hornsby
Jennifer Hornsby, FBA (1951) es una filósofa británica especialista en las filosofías de la mente, la acción, el lenguaje y la filosofía feminista. Actualmente, es profesora en la Facultad de Filosofía de Birkbeck, Universidad de Londres. Es conocida por su oposición a la ortodoxia en la filosofía analítica contemporánea de la mente y por su uso de la de los actos de habla de J. L. Austin para analizar los efectos de la pornografía.

## Biografía
Hornsby obtuvo su doctorado de la Universidad de Cambridge bajo la dirección de Bernard Williams. También obtuvo una licenciatura (BA) y una maestría en filosofía (MPhil) de Oxford y Londres, respectivamente. Enseñó en la Universidad de Oxford durante 17 años antes de trasladarse a Birkbeck, Universidad de Londres. Fue presidenta de la Sociedad Aristotélica de 1996 a 1997.

## Trabajo filosófico
El trabajo de Hornsby se centra principalmente en las filosofías de la mente, la acción, el lenguaje y la filosofía feminista.

### Teoría de la acción
La teoría de la acción de Hornsby está significativamente influenciada por la filosofía de Donald Davidson. En su libro Acciones (1980), sostiene que las acciones son eventos que ocurren debajo de la superficie de la piel. El argumento a favor de esto gira en torno a una ambigüedad en el lema "todas las acciones son movimientos corporales". La ambigüedad surge del hecho de que 'mover' pertenece a una clase de verbos que pueden ocurrir de forma transitiva o intransitiva. Las expresiones nominales que contienen tales verbos son, por tanto, ambiguas: por ejemplo, "el movimiento de la bandera" puede referirse a la acción de alguien de mover la bandera o al movimiento resultante de la bandera. Como solo respondemos a una pregunta sobre lo que alguien hizo usando verbos transitivos --- por ejemplo, 'Jack movió su brazo', no 'El brazo de Jack se movió' (a menos que se considere que lo último implica que lo primero es cierto) --- El lema "todas las acciones son movimientos corporales" sólo es cierto si "movimiento" se lee de manera transitiva. Una vez observada esta ambigüedad, Hornsby señala a continuación que si AV T -s B, entonces A provocó que B se convirtiera en VI (' T ' y ' I ' sirven para distinguir entre usos transitivos e intransitivos de los verbos relevantes). Si Jack izó T la bandera, Jack hizo que la bandera se izara I. Como las causas y los efectos deben ser distintos, también debemos distinguir entre el hecho de que Jack levanta el brazo T y el que levanta el brazo I, el primero provoca el segundo. Entonces las acciones son movimientos corporales T, que causan movimientos corporales I. El paso final es afirmar que sabemos por la fisiología que las causas de los movimientos corporales I son eventos que ocurren debajo de la superficie de la piel. Por tanto, las acciones ocurren debajo de la superficie de la piel.
Esta afirmación se combina con otra: que la descripción más básica, en el sentido causal de «básica», de una acción es la de intentarlo. Esto surge de aceptar una explicación tosca de la individuación de los acontecimientos, según la cual los acontecimientos son detalles que pueden describirse de muchas maneras diferentes. Las descripciones se distinguen por los efectos del evento descrito en términos del cual se seleccionan. Por ejemplo, el evento de que yo cierre la puerta puede ser idéntico al evento de que yo despierte al gato. La primera descripción selecciona el evento en referencia al evento del portazo. La segunda descripción selecciona el acontecimiento en referencia al acontecimiento del despertar del gato. La pregunta entonces es: ¿Existe una descripción de los acontecimientos que son acciones que los destaque sin hacer referencia a ningún efecto? La respuesta de Hornsby es que podemos describir las acciones como intentos. Puedo intentar levantar el brazo y, si lo logro, lo levantaré. (Tenga en cuenta, sin embargo, que no todos los intentos son acciones, sólo los exitosos).

## Distinciones
Hornsby es miembro de la Academia Noruega de Ciencias y Letras. En julio de 2017, fue elegida miembro de la Academia Británica (FBA), la academia nacional de humanidades y ciencias sociales del Reino Unido. Fue elegida miembro honorario internacional de la Academia Estadounidense de Artes y Ciencias en abril de 2018.

## Publicaciones Seleccionadas

### Libros
- Actions [Acciones] (1980), Routledge & Kegan Paul, Londres.
- Simple Mindedness: A Defence of Naïve Naturalism in the Philosophy of Mind [Mentalidad simple: una defensa del naturalismo ingenuo en la filosofía de la mente] (1997), Harvard University Press, Cambridge, MA.

### Colecciones editadas
- Ethics: A Feminist Reader [Ética: una lectora feminista] (con Elizabeth Frazer y Sabina Lovibond) (1992)
- The Cambridge Companion to Feminism in Philosophy (con Miranda Fricker) (2000)
- Reading Philosophy: Selected Texts with a Method for Beginners [Filosofía de lectura: textos seleccionados con un método para principiantes] (con Samuel Guttenplan y Christopher Janaway), (2002)
- Reading Philosophy of Language: Selected Texts with Interactive Commentary [Lectura de filosofía del lenguaje: textos seleccionados con comentarios interactivos] (con Guy Longworth) (2005)

### Artículos

#### Mente y acción
- Anomalousness in Action ["Anomalía en acción"], en The Philosophy of Donald Davidson, ed. Lewis E. Hahn (Library of Living Philosophers, Open Court, Chicago IL, 1999), 623–36.
- Personal and Sub-Personal: A Defence of Dennett's Original Distinction ["Personal y subpersonal: una defensa de la distinción original de Dennett"], en New Essays on Psychological Explanation [Nuevos ensayos sobre explicación psicológica], eds. M. Elton y J. Bermúdez, (Número especial de Exploraciones filosóficas) 2000, 6–24.
- Agency and Actions ["Agencia y Acciones"], en Agency and Actions, eds. H. Steward y J. Hyman (Cambridge University Press, 2004), 1–23.
- Alienated Agents ["Agentes alienados"], en Naturalism in Question [Naturalismo en cuestión], eds. M. De Caro y D. Macarthur (Harvard University Press, 2004), 173–87.

#### Lenguaje y feminismo
- Speech Acts and Pornography ["Actos de habla y pornografía"], Women's Philosophy Review, 1993. Reimpreso en The Problem of Pornography [El problema de la pornografía], ed. Susan Dwyer (Wadsworth, 1995) 220–32.
- Illocution and its Significance ["La ilocución y su significado"], en Fundamentos de la teoría de los actos del habla: perspectivas filosóficas y lingüísticas, ed. SLTsohatzidis (Routledge) 1994, 187–207.
- Disempowered Speech ["Discurso sin poder"], en Feminist Perspectives on Language, Knowledge and Reality [Perspectivas feministas sobre el lenguaje, el conocimiento y la realidad] (Philosophical Topics 23.2) ed. S. Haslanger (University of Arkansas Press, 1995) 127–47.
- Free Speech and Illocution ["Libertad de expresión e ilocución"] (con Rae Langton) Legal Theory 4 (1998): 21–37.
- Feminism in Philosophy of Language: Communicative Speech Acts ["Feminismo en la filosofía del lenguaje: actos comunicativos del habla"], en The Cambridge Companion to Feminism in Philosophy, eds. M. Fricker y J. Hornsby (Cambridge University Press, 2000) 87–106.
- How to Think About Derogatory Words ["Cómo pensar en palabras despectivas"], en Figurative Language (Midwest Studies in Philosophy, XXV), eds. P. French y H. Wettstein (Blackwell Publishers, 2001) 128–41.
- Free Speech and Hate Speech: Language and Rights ["Libertad de expresión y discurso de odio: lenguaje y derechos"], en Normativity, Facts, and Values [Normatividad, hechos y valores], eds. R. Egidi, M. Dell'Utri y M. De Caro (Quodlibet, Macerata, 2003) 297–310.

#### Idea de verdad y metafísica
- "Truth: The Identity Theory," Proceedings of the Aristotelian Society  ["Verdad: la teoría de la identidad", Actas de la Sociedad Aristotélica] 97 (1997) 1–24. Reimpreso en Truth, ed. Michael Lynch (MIT Press, 2001) 663–81.
- "Dealing with Facts", en un simposio sobre Facing Facts, Philosophy and Phenomenological Research de Stephen Neale (2005).
- "Physicalism, Conceptual Analysis, and Acts of Faith," ["Fisicalismo, análisis conceptual y actos de fe"] en Minds, Worlds & Conditionals: Essays in Honour of Frank Jackson, [Mentes, mundos y condicionales: ensayos en honor a Frank Jackson], ed. I. Ravenscroft (Oxford University Press, 2005).
- "Truth without Truthmaking Entities" ["Verdad sin entidades creadoras de la verdad"], en Truthmakers, eds. H. Beebee y J. Dodd (Oxford University Press)